# نادي الإعلام الاجتماعي
نادي الإعلام الاجتماعي (SMC) هو منظمةٌ غير رسمية أُنشئت في عام 2006 في سان فرانسيسكو بهدف تعزيز مشاركة المعرفة والممارسات الجيدة في وسائل التواصل الاجتماعي.